# أزمة القرم 2014
أزمة القرم 2014 عقب الثورة الأوكرانية في 2014 التي أطاحت بالرئيس فيكتور يانوكوفيتش وحكومته، تظاهر محتجون، معظمهم ينتمي للقومية الروسية، اعتراضًا على الأحداث الجارية في كييف وطلبًا للمزيد من التكامل مع روسيا، بالإضافة إلى حكم ذاتي موسع أو استقلال للقرم عن أوكرانيا. على الجانب الآخر تظاهرت جماعات إثنية أخرى لتأييد الثورة.
في 27 فبراير، احتل مسلحون يرتدون ملابس عسكرية روسية منشآت ذات أهمية في القرم، البرلمان القرمي ومطارين كانوا من بين ما احتله المسلحون. اتهمت كييف موسكو بالتدخل في شؤونها الداخلية، بينما أنكر الطرف الروسي هذه الادعاءات. في 1 مارس، وافق مجلس الاتحاد الروسي بالإجماع على طلب الرئيس الروسي فلاديمير بوتين استخدام القوات الروسية في أوكرانيا. في 2 مارس، استدعى مجلس الأمن القومي الأوكراني كامل قوات احتياط القوات المسلحة. تصاعد التوتر في القرم بين الأطراف المؤيدة لروسيا والمؤيدة لأوكرانيا استجلب ردود فعل من حلفاء أوكرانيا الغربيين، فوزير الخارجية الأمريكي وصف التصرفات الروسية بأنها عمل عدائي لا يصدق، ومفوضة الشؤون الخارجية في الاتحاد الأوروبي دعت روسيا إلى التعبير عن وجهة نظرها بسلمية.

## خلفية

نسبة المواطنين القرميين الذين أشاروا إلى أن لغتهم الأم هي الروسية في إحصاء 2001.

كانت القرم جزءًا من روسيا منذ القرن 18، مع أن الروس الإثنيين لم يصبحوا المجموعة السكانية الأكبر في القرم حتى القرن 20. تمتعت القرم بحكم ذاتي تحت اسم جمهورية القرم السوفيتية الاشتراكية ذاتية الحكم منضوية تحت جمهورية روسيا السوفيتية الاتحادية الاشتراكية من 1921 حتى 1945، إذ قام ستالين بتهجير الأكثرية التترية القرمية وألغى الحكم الذاتي. في 1954، قامت القيادة السوفيتية التي ترأسها نيكيتا خروتشوف بنقل أوبلاست القرم من جمهورية روسيا السوفيتية الاتحادية الاشتراكية إلى جمهورية أوكرانيا السوفيتية الاشتراكية. لم يُسمح للتتاريين القرميين بالعودة إلى ديارهم، أعيد الحكم الذاتي إلى القرم في السنة الأخيرة من وجود الاتحاد السوفيتي، 1991. ومع وجود توترات انفصالية خلال عقد التسعينات، ظلت القرم جمهورية ذاتية الحكم ضمن أوكرانيا.
إقليم القرم ذاتي الحكم أصبح جزءًا من أوكرانيا المستقلة منذ 1991. وحالة القرم القانونية كجزء من أوكرانيا اعترفت بها روسيا، التي تعهدت بالحفاظ على وحدة أوكرانيا في مذكرة بودابست للضمانات الأمنية التي وُقعت في 1994. الاتفاقية وقعتها أيضًا الولايات المتحدة والمملكة المتحدة إلى جانب أوكرانيا التي تخلت بموجب هذه الاتفاقية عن أسلحتها النووية. التطورات اللاحقة في القرم ووضع قواعد أسطول البحر الأسود الروسي أضحت مثارًا للتوتر في العلاقات الروسية الأوكرانية.
وفقًا للإحصاء السكاني لعام 2001، مثل الروس 58% من إجمالي مليوني مقيم في القرم. في سيڤاستبول، التي تضم قاعدة أسطول البحر الأسود الروسي، مثل الروس 70% من سكان المدينة البالغ عددهم 340,000. الأوكرانيون مثلوا 24%، والتتريون القرميون مثلوا 12%.
في الانتخابات التشريعية المحلية لعام 2010، حصل حزب الأقاليم على 357,000 صوت، يعقبه حزب أوكرانيا الشيوعي، الذي حصل على 54,172 صوتًا. استهدف المحتجون في ثورة 2014 الأوكرانية الحزبين.

## الثورة في كييف
في نهاية عام 2013 بدأت احتجاجات الميدان الأوروبي في كييف للمطالبة بدخول أوكرانيا إلى الاتحاد الاوربي بعد تعليق حكومة الرئيس فيكتور يانوكوفيتش التوقيع على اتفاقية الشراكة مع الاتحاد. ازدادت وتيرة هذه الاحتجاجات مع بداية 2014 وأدت إلى مقتل العديد من المحتجين والقوى الحكومية، تأججت الاشتباكات بين قوات الأمن والمحتجين ابتداءً من يوم 20 فبراير/شباط. وفي ظل تلك الظروف صوت مجلس النواب الأوكراني على عزل الرئيس يانوكوفيتش في 22 فبراير/شباط.
هذا التغيير في كييف لم يرق لسكان العديد من المناطق في جنوب وشرق البلاد. وفي يوم 23 شباط وكجزء من نتائج الثورة الأوكرانية ألغي قانون اللغة للأقليات (والذي يشمل الروسية) وتم إعلان اللغة الأوكرانية لغة رسمية وحيدة للبلاد. فجاء هذا القرار ليصب الزيت على النار في لتلك الأقاليم المستاءة أصلا من التغييرات الحاصلة في عاصمتهم. وقد رأت تلك الاقاليم وخاصة شبه جزيرة القرم أن خطوة إلغاء قانون اللغات هي دليل على أن المحتجين في كييف يحملون اجندة معادية لروسيا ولهم توجه عنصري.
في 16 مارس، أُجري استفتاء في القرم للانفصال عن أوكرانيا والانضمام لروسيا الاتحادية، جاءت نتيجة الاستفتاء لصالح الانضمام لروسيا بنسبة 95%.

## ردود الفعل

### أوكرانيا
في 18 مارس، ظهر مقطع فيديو لإيغور ميروشنيتشينكو، النائب عن حزب سفوبودا، و5 من مساعديه وهم يعتدون جسديًا على مدير القناة الوطنية الأوكرانية ألكسندر بانتيليمونوف ويجبره على تقديم استقالته لإذاعته بيان الرئيس بوتين بشأن ضم القرم.
وعلى خلفية إدارة وزارة الدفاع للأزمة، قدم وزير الدفاع إيغور تينيوخ استقالته في 25 مارس وقبلها المجلس الأعلى الأوكراني بعد رفضها أولًا.

### روسيا
في 1 مارس، وافق مجلس الاتحاد في جلسة طارئة على طلب الرئيس فلاديمير بوتين استخدام القوات الروسية في أوكرانيا. وقالت رئيسة المجلس فالنتينا ماتفيينكو أن المجلس سيطلب من الرئيس بوتين سحب السفير الروسي للولايات المتحدة.

### الولايات المتحدة
ألقى الرئيس باراك أوباما بيانًا يوم 28 فبراير قال فيه: «إن الولايات المتحدة ستقف بحزم مع المجتمع الدولي للتأكيد على أن أي انتهاك لسيادة أوكرانيا سيكون له ثمن». في 1 مارس، جرى اتصال هاتفي بين أوباما وفلاديمير بوتين دام 90 دقيقة، البيت الأبيض أعلن محتويات الاتصال، وفقًا للبيان أعرب أوباما عن قلقه العميق من انتهاك روسيا الواضح لسيادة أوكرانيا ووحدة أراضيها.
بينما حذر وزير الخارجية الأمريكية جون كيري روسيا من إمكانية طردها من مجموعة الدول الثماني المتطورة، إذا استمرت في موقفها من أوكرانيا. وتابع موجها خطابه للرئيس الروسي في لقاء تلفزيوني: «لا ينبغي أن تتصرف في القرن 21 بعقلية القرن 19 وتغزو دولة أخرى بذريعة مفتعلة». وأضاف، مشيرا إلى الرئيس الروسي فلاديمير بوتين: «قد يجد أصولا روسية مجمدة، وقد تنسحب الأموال الأمريكية، وقد تنقلب عليه المشاكل»
في 4 مارس، علق البنتاجون التعاون العسكري مع روسيا، أوجه هذا التعاون المعلق تضمنت التدريب والاجتماعات الثنائية وتوقف السفن والتخطيط العسكري.

### دول أخرى
- المملكة المتحدة: استدعى وزير الخارجية ويليام هيغ السفير الروسي بعد موافقة مجلس الاتحاد الروسي على طلب الرئيس بوتين استخدام القوات الروسية في أوكرانيا.[13]
- تركيا: في 28 فبراير، ذهب إلى أوكرانيا وزير الخارجية أحمد داوود أوغلو في زيارة عمل رسمية ليومين، أكد هناك أن بلاده تقف بجانب أوكرانيا، وقال إن «الحفاظ على التواجد التاريخي لأشقائنا هناك (في القرم) له أهمية قصوى بالنسبة لنا».[14]

### منظمات دولية
- الاتحاد الأوروبي: في بيان لمفوضة الشؤون الخارجية كاثرين أشتون قيل «ينبغي على الجميع احترام وحدة أراضي أوكرانيا وسيادتها بشكل دائم»، ودعت موسكو إلى «التعبير عن وجهة نظرها بوسائل سلمية».[3]

### عقوبات
بعد ضم القرم، فرضت الولايات المتحدة عقوبات تضمنت تجميد أصول وحظر سفر 20 مواطنًا روسيًا، منعت العقوبات أيضًا تعامل مصرف روسي هو بنك روسيا مع النظام المصرفي الأمريكي، هذا المصرف الذي قالت وزارة الخارجية الأمريكية أن العديد من المسؤولين الروس يتعاملون معه. اليابان أوقفت مفاوضات مع روسيا تتعلق بالاستخدام السلمي للفضاء واستثمارات وإلغاء تأشيرات الدخول.

## مقالات ذات صلة
- جمهورية القرم
- جمهورية الحكم الذاتي في القرم
- القرم (شبه جزيرة)